# La Libertad (Califòrnia)
La Libertad és un despoblat al Comtat de Fresno de Califòrnia a 66 msnma mitja milla al sud i 5 milles a l'est de milles de Burrel. Fou un antic poblat mexicà a la Vall de San Joaquin, a la ruta oriental de El Camino Viejo que va existir com a mínim des del 1870.